# مسابقات قهرمانی روئینگ آسیا
مسابقات قهرمانی روئینگ آسیا یا مسابقات روئینگ قهرمانی آسیا (انگلیسی: Asian Rowing Championships)، یک سری مسابقه قایقرانی روئینگ است که توسط فدراسیون قایقرانی آسیا (ARF) برای رقبا از کشورهای آسیایی برگزار می‌شود.

## فهرست مسابقات
| #  | سال  | محل برگزاری                    | تاریخ برگزاری      |
| -- | ---- | ------------------------------ | ------------------ |
| ۱  | ۱۹۸۵ | شا تین، هنگ کنگ                |                    |
| ۲  | ۱۹۸۷ | شانگهای، چین                   |                    |
| ۳  | ۱۹۸۹ | چندی‌گر، هند                    |                    |
| ۴  | ۱۹۹۱ | توکیو، ژاپن                    |                    |
| ۵  | ۱۹۹۳ | کره جنوبی                      |                    |
| ۶  | ۱۹۹۵ | چین                            |                    |
| ۷  | ۱۹۹۷ | تایوان                         |                    |
| ۸  | ۱۹۹۹ | ناگانوما، هوکایدو، ژاپن        | ۱۴–۱۶ اکتبر ۱۹۹۹   |
| ۹  | ۲۰۰۱ | شی‌آن، چین                      | ۲۳–۲۷ سپتامبر ۲۰۰۱ |
| ۱۰ | ۲۰۰۳ | چین                            |                    |
| ۱۱ | ۲۰۰۵ | حیدرآباد (هند), هند            | ۲۰–۲۳ اکتبر ۲۰۰۵   |
| ۱۲ | ۲۰۰۷ | چونگجو، کره جنوبی              | ۱۶–۱۹ اکتبر ۲۰۰۷   |
| ۱۳ | ۲۰۰۹ | شهرستان یایلان، تایوان، تایوان | ۴–۸ نوامبر ۲۰۰۹    |
| ۱۴ | ۲۰۱۱ | هواچون، کره جنوبی              | ۱۳–۱۷ اکتبر ۲۰۱۱   |
| ۱۵ | ۲۰۱۳ | لوآن، چین                      | ۲۵–۲۹ سپتامبر ۲۰۱۳ |
| ۱۶ | ۲۰۱۵ | پکن، چین                       | ۲۴–۲۸ سپتامبر ۲۰۱۵ |
| ۱۷ | ۲۰۱۶ | شهرستان جیاشان، چین            | ۹–۱۳ سپتامبر ۲۰۱۶  |
| ۱۸ | ۲۰۱۷ | پاتایا، تایلند                 | ۴–۸ سپتامبر ۲۰۱۷   |
| ۱۹ | ۲۰۱۹ | چونگجو، کره جنوبی              | ۲۳–۲۷ اکتبر ۲۰۱۹   |